# Espancamento

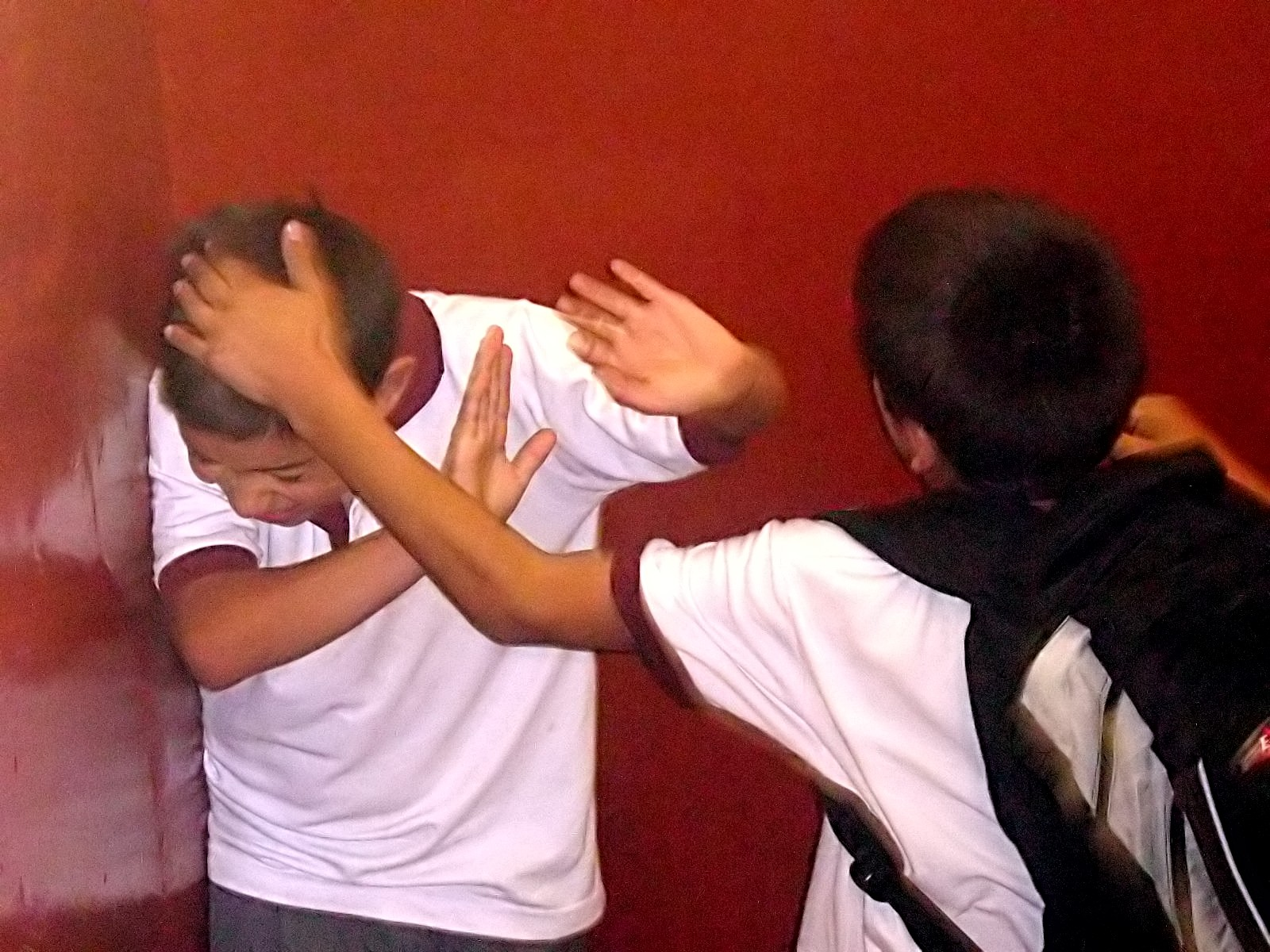
Uma das formas de bullying é o espancamento

Espancamento é uma forma de violência física, normalmente utilizado quando a diferença de força entre os dois confrontantes é grande ou quando o espancado não pode se defender. O espancamento é a forma de violência física mais popular e difundida no mundo, sendo assim a mais usual e comum de se encontrar. O espancamento é um método muito utilizado por diversos tipos de pessoas, desde policiais até criminosos, com diferentes e variantes objetivos, desde bullying até confissões de crimes para a polícia. Muitas vezes, o espancamento é utilizado em ladrões para que eles "paguem" pelos seus erros, sendo linchados por pessoas comuns que se mostram indignadas com algum crime. Essa prática ainda é utilizada em diversos países sem que seja considerada incorreta, algumas vezes sendo até mesmo acobertada pela lei. No Brasil, apesar de não estar na lei, o espancamento é utilizado contra pequenos criminosos, a técnica é aplicada até mesmo pela população, quando um criminoso é pego em flagrante, geralmente cometendo pequenos crimes.
O espancamento tem diversos graus de seriedade, causando desde hematomas leves, até ossos quebrados, podendo chegar até a morte em casos extremamente violentos, como o popular linchamento, quando múltiplas pessoas espancam uma só, deixando-a indefesa.